# Canthon acutoides
Canthon acutoides là một loài bọ cánh cứng trong họ Bọ hung (Scarabaeidae).